# Meerdorf
Meerdorf ist eine Ortschaft der Gemeinde Wendeburg im Landkreis Peine, Niedersachsen.

## Geographie
Der Ort liegt zwischen Braunschweig und Hannover, etwa sechs Kilometer östlich von Peine. Die Autobahn A 2 verläuft etwa einen Kilometer südlich am Ortskern vorbei.

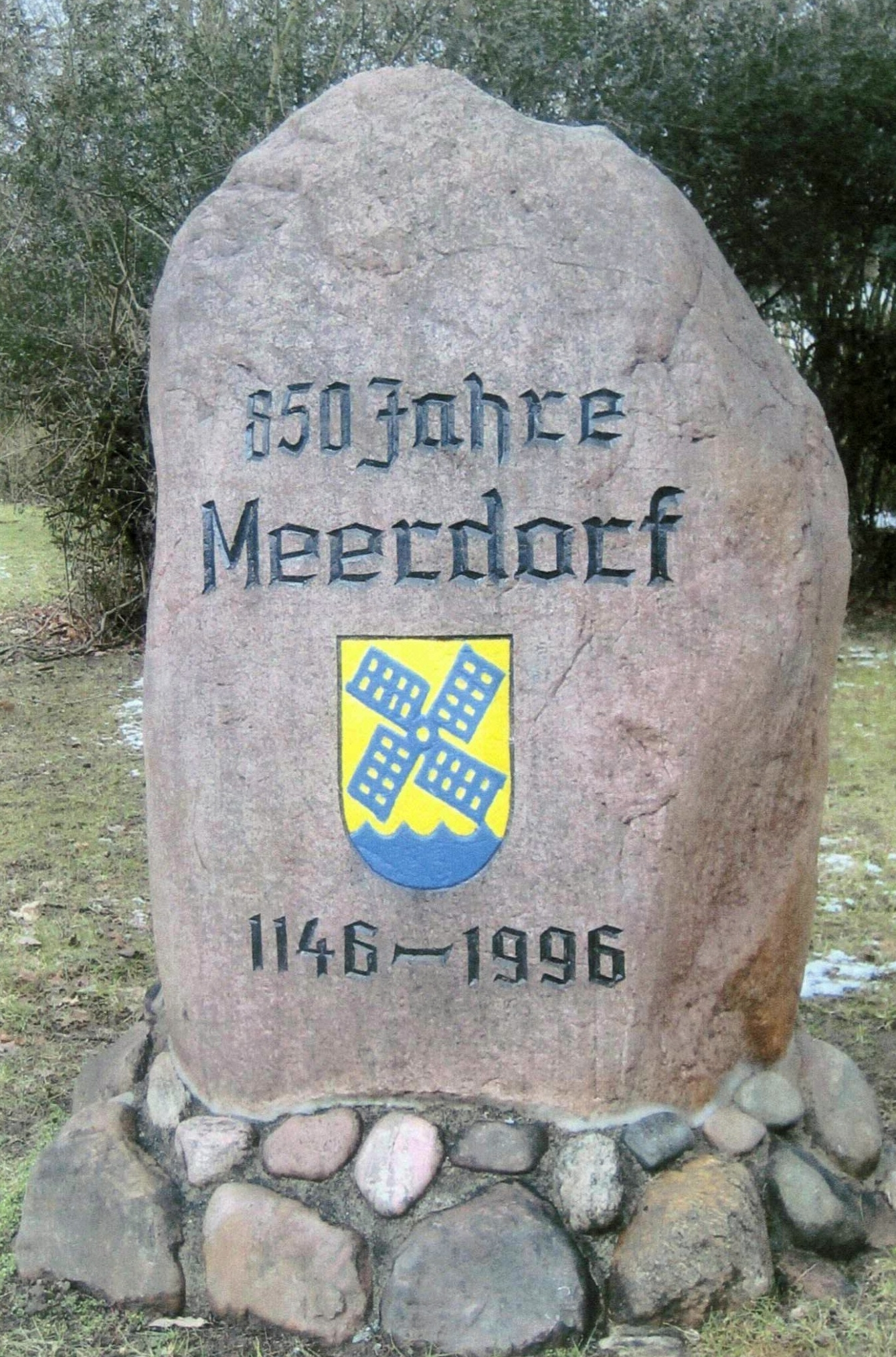
Jubiläumsstein

## Geschichte
Die erste urkundliche Erwähnung stammt aus dem Jahre 1146. Meerdorf wurde um 1280 als Merdorpe im Lehnsregister der reichsfreien Edelherren von Meinersen erwähnt. Die Edelherren gaben ihr Eigen im Dorf als Lehen an die Adelsfamilien von Wahle und von Uetze, zudem aber auch an den Braunschweiger Bürger von Vahlberg. Später war Meerdorf Sitz des Vogtes des Zisterzienserklosters Riddagshausen. Noch 1746 gehörte das Dorf dem Kloster, das schon während des Mittelalters fast in dessen gesamten Besitz kommen konnte. Meerdorf lag damals in der Gografschaft Edemissen, Herzogtum Wolfenbüttel.
Am 1. März 1974 wurde Meerdorf in die Gemeinde Wendeburg eingegliedert.

## Politik

### Ortsrat
Der Ortsrat, der Meerdorf vertritt, setzt sich seit dem Rücktritt eines CDU-Mitglieds ohne Nachrücker aus sechs Mitgliedern zusammen. Die Ratsmitglieder werden durch eine Kommunalwahl für jeweils fünf Jahre gewählt.
Der Ortsbürgermeister wird durch die SPD gestellt und ist seit der Wahl 2021 Marco Schneider
Bei der Kommunalwahl 2021 ergab sich folgende Sitzverteilung:
| Ortsrat 2021Insgesamt 6 Sitze - SPD: 5 - CDU: 1 |

### Wappen
Meerdorf liegt zwar nicht am Meer; aber der Ortsname, 1146 als „Meredorp“ urkundlich bezeugt, hat dennoch etwas mit einem Gewässer zu tun, mit einer wassergefüllten Bodensenke. Ein Teich im Ortsgebiet wurde „das Meer“ genannt, und deshalb übersetzt das blaue Meer im Schildfuß „redend“ den Ortsnamen. Die Flügel erinnern an die Meerdorfer Windmühlen. Es sind zwei bekannt, die letzte streckte ihre Flügel bis 1921 an einem Standort westlich des Ortes in den Wind. Die andere stand auf dem Mühlenberg, dieser wird noch heute so auf Landkarten bezeichnet. Die Schildfarben Blau-Gelb erinnern zum einen an die jahrhundertelange Zugehörigkeit zum Land Braunschweig und zum anderen an den Landkreis Braunschweig, dem Meerdorf bis zur Gebietsreform 1974 als selbständige Gemeinde angehörte, ehe es zu einem Teil der Gemeinde Wendeburg im Landkreis Peine wurde. Der Ortsrat nahm das Wappen am 22. März 1982 an. Entwurf: Arnold Rabbow.

## Vereinsleben
Es gibt die Freiwillige Feuerwehr und weitere ehrenamtlich tätige Organisationen, Vereine und Gruppen.

## Kultur
Bekannt ist Meerdorf unter anderem für das Kleinkunsttheater „Teatr dach“.

## Öffentliche Veranstaltungen

### Volksfest
Jedes Jahr im Sommer richtet Meerdorf sein Volksfest (früher Schützenfest) aus. Hier werden die vorher ausgeschossenen Könige proklamiert.
Die Proklamation findet am Sonntagmorgen beim Königsfrühstück statt. Ausgerichtet wird das Fest von der Meerdorfer Volksfestgemeinschaft (früher von der Junggesellschaft Meerdorf).
Wie bei Volksfesten üblich, sind auch ein paar Fahrgeschäfte sowie Schieß- und Losbuden aufgebaut.

### Osterfeuer
Jedes Jahr Karsamstag richtet die Junggesellschaft Meerdorf ein Osterfeuer auf dem Meerdorfer Mühlenberg aus. Vorher können alle Meerdorfer ihr Strauchwerk abgeben. Nach Weihnachten findet im Vorgriff auf das Osterfeuer eine Weihnachtsbaumannahme statt, dort können die Meerdorfer ihre ausgedienten Nadelbäume abgeben.

### Lumpenball
Anfang Februar richtet die Junggesellschaft Meerdorf den sogenannten Lumpenball aus, eine Faschingsveranstaltung, auf der jeder willkommen ist – allerdings nur verkleidet. Für das Programm (Sketche usw.) sorgen die Junggesellschaft Meerdorf und die „Meerdorfer Torfmoorhexen“.

## Persönlichkeiten
- Carl Heinrich Theodor Knorr (* 1800 in Meerdorf; † 1875 in Heilbronn), Begründer der Firma Knorr (u. a. Fertigsuppen)
- Gustav Voigts (* 1866 in Meerdorf; † 1934 in Windhoek), Farmer in Deutsch-Südwestafrika (heute Namibia)
- Albrecht Schultze (* 1944 in Osterode/Ostpreußen), Inhaber der Kleinkunstbühne „teatr dach e. V.“, Erhalt des Bundesverdienstordens 2016 als Theaterdirektor und für sein soziales Engagement